# Compuesto de pequeño dodecaedro estrellado y gran dodecaedro

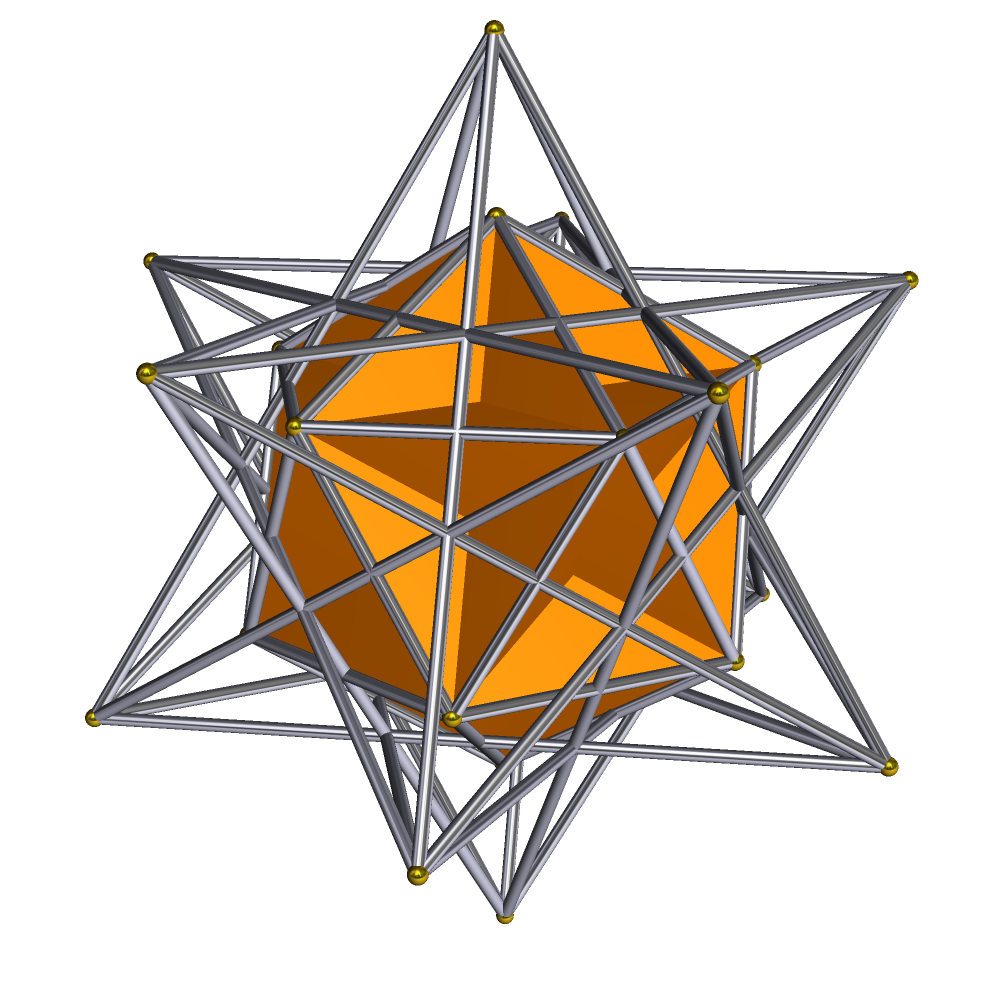
Gran dodecaedro representado como un sólido, rodeando el dodecaedro estrellado representado como una estructura alámbrica

El compuesto de pequeño dodecaedro estrellado y gran dodecaedro es un poliedro compuesto donde el gran dodecaedro es interno a su dual, el pequeño dodecaedro estrellado.
Puede verse como uno de los dos equivalentes tridimensionales del compuesto de dos pentagramas ("decagrama" {10/4}). Esta serie continúa en la cuarta dimensión como compuestos de 4-poltopos estrellados.